# Anastrepha antilliensis
Anastrepha antilliensis
 es una especie de insecto díptero que Allen L.Norrbom describió científicamente por primera vez en 1998. Esta especie pertenece al género Anastrepha de la familia Tephritidae. 